# Macropharynx anomala
Macropharynx anomala är en oleanderväxtart som beskrevs av R. E. Woodson. Macropharynx anomala ingår i släktet Macropharynx och familjen oleanderväxter. Inga underarter finns listade i Catalogue of Life.